# Guillem Pabord
Guillem Pabord (Arén de Noguera (Ribagorza), segunda mitad del siglo XIV - muerto en Lérida después de 1456), fue un jurista y escritor catalán en lengua latina.

## Biografía[1]
Realizó sus estudios en la Universidad de Lérida, de la que llegaría a ser profesor.
Fue un jurista de reputación en su tiempo.

## Obras
- De pace et treuga ad consiliarios et probos homines Barcinonenses et al Gaufridum de Ortigis, cancelarium regentem.

- Glossae super uariis usaticis simili modo, te de iurisdictione regía te de nominibus Baronum Cataloniae, de processu pacis te treugae Barcinone te de constitutionibus Cathaloniae ...
- An terratenentes teneantur contribuere in quaestiis exactionibus te aliis muneribus cum incolis illius ciuitatis uilli uel loci in cuius territorio terrae possident.
- An Ioannis Sulla te alii uassalli prescribant contra in questibus te communibus te aliis exactionibus.